# 2024年フランス議会総選挙
2024年フランス議会総選挙（2024ねんフランスぎかいそうせんきょ、英語: 2024 French legislative election , フランス語: Élections législatives françaises de 2024）は、2024年6月30日および7月7日にフランスで行われた国民議会（下院）議員の総選挙である。

## 概要
2024年6月9日、マクロン大統領が2024年欧州議会議員選挙でマクロン大統領を支える与党が大敗・右派政党が躍進したことを受け、議会下院を解散し総選挙を実施すると発表した。それに伴い実施される議会総選挙である。
第五共和政発足以来、国民議会が解散されたのはこれが6回目である。 前回の解散は1997年、ジャック・シラク大統領によって行われた。

## 背景
2022年フランス議会総選挙で、マクロン大統領を支える与党連合は国民議会で過半数を失った。現職大統領が国民議会で絶対多数を得られなかったのは1997年以来のことであった。一方、左派・新人民連合環境・社会（NUPES）と右派・国民連合（RN）などの野党は、議席大幅に伸ばして躍進したものの、どのグループも絶対多数を獲得できずに1988年以来の宙吊り議会となった。
2024年6月9日、マクロン大統領は2024年欧州議会議員選挙で与党が右派政党に大敗したことを受けて、演説で議会を解散して総選挙を行うことを発表した。演説でマクロン大統領は、扇動者によるナショナリズムの台頭はフランス、ヨーロッパ、そして世界におけるフランスの地位に対する脅威であると述べた。また、極右を「フランス国民の貧困化と我が国の没落」と非難した。国民連合前党首のマリーヌ・ル・ペンと不服従のフランス党首のジャン＝リュック・メランションは早期の総選挙を歓迎した。
総選挙を実施するという決定は予想外のものであり、一部の政治家から批判された。パリ市長のアンヌ・イダルゴは、この決定が来たる2024年パリオリンピックに与える影響について懸念を表明した。

## 選挙データ

### 大統領
- エマニュエル・マクロン（第25代）
  - 与党：再生

### 内閣
- 選挙前：アタル内閣（第44代）
  - 首相：ガブリエル・アタル（第103代）
  - 与党：再生、民主運動、地平線、共通点、急進党、進歩主義連合、共和党再建派、共にカレドニア、ジェネレーションNC、サン・マルタンのつどい（アンサンブル）

- 選挙後：未定

### 解散日
- 2024年6月9日

### 投票日
- 第1回投票：2024年6月30日
- 第2回投票：2024年7月7日

### 改選数
- 577[5]
  - 国内選挙区　　　　　：539
  - 海外選挙区　　　　　：027
  - 在外フランス人選挙区：011

### 選挙制度
- 小選挙区二回投票制

投票方法
秘密投票、単記投票、1票制
選挙権・被選挙権
満18歳以上のフランス国民
有権者数
（未定）

## 選挙活動

### 党派別立候補者数
| 政党/政党連合 | 政党/政党連合                                | 政党/政党連合                                   | 党首                   | 候補者数 | 改選前 |
| ------------- | -------------------------------------------- | ----------------------------------------------- | ---------------------- | -------- | ------ |
| アンサンブル  | アンサンブル                                 | アンサンブル                                    | アンサンブル           |          | 248    |
|               |                                              | 再生                                            | ステファヌ・セジュルネ |          | 159    |
|               | 民主運動                                     | フランソワ・バイル                              |                        | 48       |        |
|               | 地平線                                       | エドゥアール・フィリップ                        |                        | 29       |        |
|               | 共通点                                       | バルバラ・ポンピリ                              |                        | 4        |        |
|               | 急進党                                       | ローラン・エナール                              |                        | 3        |        |
|               | 進歩主義連合                                 | フランソワ・レブサマン                          |                        | 1        |        |
|               | 共和党再建派                                 | ジャン＝イヴ・オーテクシエ                      |                        | 1        |        |
|               | 共にカレドニア                               | フィリップ・ゴメス                              |                        | 1        |        |
|               | ジェネレーションNC                           | ニコラ・メッツドルフ                            |                        | 1        |        |
|               | サン・マルタンのつどい                       | ルイ・ミュサントン                              |                        | 1        |        |
| 新人民戦線    | 新人民戦線                                   | 新人民戦線                                      | 新人民戦線             |          | 157    |
|               |                                              | 不服従のフランス                                | マニュエル・ボンパール |          | 72     |
|               | 社会党                                       | オリヴィエ・フォール                            |                        | 32       |        |
|               | エコロジスト                                 | マリーヌ・トンデリエ                            |                        | 14       |        |
|               | フランス共産党                               | ファビアン・ルーセル                            |                        | 12       |        |
|               | 世代                                         | エラ・クリビ＝ロムダーヌ/アリ・ラベ             |                        | 5        |        |
|               | アンサンブル!                                | －                                              |                        | 5        |        |
|               | ペイア                                       | ジャン＝フィリップ・ニロール/マルセラン・ナドー |                        | 3        |        |
|               | タビニ・フイラアティラ・ノ・テ・アオ・マオイ | オスカル・テマリュ                              |                        | 3        |        |
|               | レユニオン                                   | ユゲット・ベロ                                  |                        | 2        |        |
|               | 環境世代                                     | デルフィーヌ・バト                              |                        | 1        |        |
|               | 独立労働者党                                 | －                                              |                        | 1        |        |
|               | 生存のための生態学的革命                     | エメリック・カロン                              |                        | 1        |        |
|               | ル・プログレ                                 | パトリック・レブルトン                          |                        | 1        |        |
|               | 脱植民地化と社会解放運動                     | ファビアン・カナヴィ                            |                        | 1        |        |
|               | グアドループ進歩民主党                       | ジャック・バングー                              |                        | 1        |        |
|               | マルティニーク進歩党                         | ディディエ・ラゲール                            |                        | 1        |        |
|               | 無所属                                       | 無所属                                          |                        | 2        |        |
| 国民連合      | 国民連合                                     | 国民連合                                        | ジョルダン・バルデラ   |          | 88     |
| 中道右派連合  | 中道右派連合                                 | 中道右派連合                                    | 中道右派連合           |          | 64     |
|               |                                              | 共和党                                          | －                     |          | 58     |
|               | 自由になろう                                 | ヴァレリー・ペクレス                            |                        | 2        |        |
|               | 中道党                                       | エルヴェ・モラン                                |                        | 1        |        |
|               | レユニオン・リブレ                           | ナタリー・バシール                              |                        | 1        |        |
|               | 明日の列島                                   | ステファヌ・ルノルマン                          |                        | 1        |        |
|               | 無所属                                       | 無所属                                          |                        | 1        |        |
| 諸派・無所属  | 諸派・無所属                                 | 諸派・無所属                                    | 諸派・無所属           |          | 27     |
|               |                                              | 右派無所属連合                                  | エルヴェ・マルセイユ   |          | 7      |
|               | 中道同盟                                     | フィリップ・フォリオ                            |                        | 2        |        |
|               | コルシカをつくろう                           | ジル・シメオーニ                                |                        | 2        |        |
|               | 立ち上がれフランス                           | ニコラ・デュポン＝エニャン                      |                        | 1        |        |
|               | コルシカ国民党                               | ジャン＝クリストフ・アンジェリーニ              |                        | 1        |        |
|               | 無所属                                       | 無所属                                          |                        | 14       |        |
| 総計          | 総計                                         | 総計                                            | 総計                   | 4,011    | 577    |

### 選挙運動
左派政治家のフランソワ・ルファンは、緑の党を含むすべての左派政党に対し、「最悪の」結果を避けるため「人民戦線」を結成するよう呼びかけた。 社会党のオリヴィエ・フォール党首、緑の党のマリーヌ・トンドリエ党首、フランス共産党のファビアン・ルーセル党首も団結を呼びかけた。6月10日、新人民戦線が結成された。 新人民戦線は6月14日に選挙公約を発表し、マクロン大統領の移民政策と年金改革の撤回、ウクライナへの軍事援助の継続、ウクライナの原子力発電所の警備に平和維持軍を派遣することなどを盛り込んだ。
マリーヌ・ル・ペンは、国民連合が選挙に勝てば「国民統一政府」を樹立すると約束した。同時に、バルデラは「ジャン＝リュック・メランションと極左を阻止できるのは自分だけだ」と述べ、「共和国の愛国的勢力すべて」が団結して左派の選挙勝利を阻止するよう求めた。また、首相として「非行者とイスラム主義者」の国外追放を認める移民法を可決し、エネルギーコストを削減すると約束した。
6月11日、共和党のエリック・シオッティ党首は、フランスのテレビ局TF1のインタビューで、ルネッサンスとの連携を支持する発言をした。共和党所属の国民議会議員であるオリヴィエ・マルレは、シオッティの辞任を要求した。
6月12日、共和党の政治委員会は、シオッティを党首から解任し、党から追放することを全会一致で決議した。しかし、共和党は、この決定を「規約の重大な違反」であり、違法かつ無効であるとして却下した。パリの裁判所は6月14日にこの決定を審査し、シオッティは党首に復帰した。一方、オー＝ド＝セーヌ県の共和党は、ルネッサンスとの地方連携を発表した。
ガブリエル・アタル首相は「最悪の」結果を避けるために全力を尽くすと誓い、側近らは同首相がフランスでは「極右が権力の門を叩いている」と述べたと伝えている。ブルーノ・ル・メール財務大臣も、極右か極左のどちらかが勝利すれば金融危機を引き起こす可能性があると警告した。6月12日、マクロン大統領は2027年の大統領選挙で極右が勝利するのを防ぐために選挙の実施を決めたと述べた。同大統領は共和党が国民連合や新人民戦線と連携する可能性があると批判し、「極端にノーと言える」すべての政党に団結を促した。

## 選挙報道

### 出口調査
当初、極右政党が第一党となる予測であったが、フランス国民議会選挙の決選投票が7日に投開票され、その出口調査によると政権が強行した年金改革の廃止などを訴えた左派野党連合が事前の予想を覆し、極右政党「国民連合」を抑えて最大勢力になる見通しとなった。
第1回投票では国民連合が優勢だったものの、決選投票の出口調査によると、左派連合「新人民戦線」が最多議席、エマニュエル・マクロン大統領率いる中道の与党連合が2位になる見通しとなった。
7月7日、アタル首相が記者団の前で「与党連合は予測の3倍以上の議席を得られたとしても過半数を獲得することはできないだろう。共和国の伝統と私の信念に従って、マクロン大統領に辞表を提出する」と述べ、今回の選挙の責任をとり首相を辞任する意向を明らかにした。

## 選挙結果
第2回投票では選挙前の予想に反し、新人民戦線が第1位に、与党・アンサンブルも予想を上回る第2位となった。最大勢力となることが予想された国民連合は第3位にとどまった。ただ、いずれの勢力も過半数は獲得できなかった。
かつての二大政党である社会党は議席を2倍以上に増やしたが、共和党は議席を大幅に減らして惨敗した。

### 党派別獲得議席
| 政党連合別獲得議席 政党別獲得議席 |                    |                    |                    |                    |                    |            |           |            |            |           |        |
| 政党/政党連合                     | 政党/政党連合      | 政党/政党連合      | 獲得 議席          | 増減               | 第1回投票          | 第1回投票  | 第1回投票 | 第2回投票  | 第2回投票  | 第2回投票 | 公示前 |
| 政党/政党連合                     | 政党/政党連合      | 政党/政党連合      | 獲得 議席          | 増減               | 議席               | 得票数     | 得票率    | 議席       | 得票数     | 得票率    | 公示前 |
|                                   | 新人民戦線         | NFP                | 178                | 047                | 32                 | 9,042,485  | 28.21%    | 146        | 7,039,429  | 25.80%    | 131    |
|                                   | アンサンブル       | E                  | 150                | 095                | 2                  | 6,820,446  | 21.28%    | 148        | 6,691,619  | 24.53%    | 245    |
|                                   | 国民連合・同盟     | RN                 | 142                | 053                | 38                 | 10,647,914 | 33.21%    | 104        | 10,109,044 | 37.06%    | 89     |
|                                   | 共和党             | LR                 | 39                 | 022                | 1                  | 2,106,166  | 6.57%     | 38         | 1,474,650  | 5.41%     | 61     |
|                                   | 右派諸派・無所属   | DVD                | 27                 | 006                | 2                  | 1,154,785  | 3.60%     | 25         | 980,818    | 3.60%     | 21     |
|                                   | 左派諸派・無所属   | DVG                | 12                 | 009                | 0                  | 490,898    | 1.53%     | 21         | 401,063    | 1.47%     | 21     |
|                                   | 地域主義者         | R                  | 9                  | 001                | 0                  | 310,727    | 0.97%     | 9          | 288,202    | 1.06%     | 10     |
|                                   | 中道諸派・無所属   | C                  | 6                  | 002                | 0                  | 391,423    | 1.22%     | 6          | 177,167    | 0.65%     | 4      |
|                                   | 環境主義者         | E                  | 1                  | 増減なし           | 0                  | 182,478    | 0.57%     | 1          | 37,808     | 0.14%     | 1      |
|                                   | 諸派               | 諸派               | 1                  | 増減なし           | 0                  | 142,871    | 0.45%     | 1          | 38,025     | 0.14%     | 1      |
|                                   | 極右諸派・無所属   |                    | 1                  | 001                | 1                  | 59,679     | 0.19%     | 0          | 23,217     | 0.09%     | 0      |
|                                   | 極左諸派・無所属   |                    | 0                  | 増減なし           | 0                  | 366,594    | 1.14%     | －         | －         | －        | 0      |
|                                   | 再征服             | R!                 | 0                  | 増減なし           | 0                  | 238,934    | 0.75%     | －         | －         | －        | 0      |
|                                   | 主権者の権利       | DSV                | 0                  | 001                | 0                  | 90,110     | 0.28%     | 0          | 18,672     | 0.07%     | 1      |
|                                   | 左翼急進党         | PRG                | 0                  | 001                | 0                  | 12,434     | 0.04%     | －         | －         | －        | 1      |
| 総計                              | 総計               | 総計               | 577                | 増減なし           | 76                 | 32,057,944 | 100.0%    | 501        | 27,279,714 | 100.0%    | 577    |
| 有効票数（有効率）                | 有効票数（有効率） | 有効票数（有効率） | 有効票数（有効率） | 有効票数（有効率） | 有効票数（有効率） | 32,057,944 | 97.41%    |            | 27,279,714 | 94.50%    |        |
| 無効票数（無効率）                | 無効票数（無効率） | 無効票数（無効率） | 無効票数（無効率） | 無効票数（無効率） | 無効票数（無効率） | 267,803    | 0.81%     | 393,076    | 1.36%      |           |        |
| 白票数（白票率）                  | 白票数（白票率）   | 白票数（白票率）   | 白票数（白票率）   | 白票数（白票率）   | 白票数（白票率）   | 582,908    | 1.77%     | 1,194,970  | 4.14%      |           |        |
| 投票者数（投票率）                | 投票者数（投票率） | 投票者数（投票率） | 投票者数（投票率） | 投票者数（投票率） | 投票者数（投票率） | 32,908,655 | 66.71%    | 28,867,760 | 66.63%     |           |        |
| 棄権者数（棄権率）                | 棄権者数（棄権率） | 棄権者数（棄権率） | 棄権者数（棄権率） | 棄権者数（棄権率） | 棄権者数（棄権率） | 16,424,054 | 33.29%    | 14,460,747 | 33.37%     |           |        |
| 有権者数                          | 有権者数           | 有権者数           | 有権者数           | 有権者数           | 有権者数           | 49,332,709 | 100.0%    | 43,328,507 | 100.0%     |           |        |
| 出典：MdI                         |                    |                    |                    |                    |                    |            |           |            |            |           |        |